# Hexada
Hexada es el séptimo álbum del rapero estadounidense Ghostemane.

## Lista de canciones
| Original |                          |          |  |
| N.º      | Título                   | Duración |  |
| 1.       | «Intro.Decadence»        | 1:00     |  |
| 2.       | «Hexada»                 | 2:16     |  |
| 3.       | «Rake»                   | 2:50     |  |
| 4.       | «Mercury: Retrograde»    | 2:06     |  |
| 5.       | «NAILS»                  | 2:16     |  |
| 6.       | «D(R)Own»                | 2:08     |  |
| 7.       | «Smog (City of Angeles)» | 1:47     |  |
| 8.       | «Changing of the Tides»  | 2:53     |  |
| 9.       | «Idle Hands»             | 3:03     |  |
| 10.      | «Tartarus»               | 2:18     |  |
| 11.      | «Squeeze»                | 2:18     |  |
| 12.      | «Polaris»                | 3:23     |  |
| 20:16    |                          |          |  |